# Društvena uloga medija
Novinarstvo i mediji danas, više nego ikada u istoriji čovečanstva, ispunjavaju javnu sferu i prožimaju celokupno društvo širom planete. Profesor Dr Boban Tomić sa Fakulteta za medije i komunikacije iz Beograda u udžbeniku „Uvod u medije“ ukazuje na najvažnije funkcije novinarstva, ali i njihovu genezu. Razvojem nauke a posebno informaciono – komunikacionih tehnologija, novinarstvo i mediji su postali sveprisutni i sveprožimajući činilac društvene zbilje. Uporedo sa razvojem tehničke i tehnološke baze novinarstva razvijale su se mogućnosti i poboljšavali uslovi rada i stvaralaštva u novinarstvu. Rezultat skokovitog razvoja medija u XX veku najviše se oseća u savremenom društvu, kako kroz pojavu fenomena zvanog – informatičko društvo, tako i kroz izuzetno razvijenu medijsku industriju širom sveta. Dinamičan razvoj novinarstva proširio je mogućnosti njegovog delovanja i povećao efekte masovnih komunikacija na sve društvene strukture. Iako su danas masovni mediji najčešće shvaćeni kao deo kompleksa zabave, često im se pridaje nedovoljna ili pogrešna pažnja.
Takvo gledište je, međutim, samo delimično tačno jer su masovne komunikacije neodvojive od mnogih drugih aspekata naših društvenih aktivnosti.— Gidens, pp. 236)
 Upravo takvo stanovište, o kome govori Gidens u svojoj Sociologiji (u poglavlju o masovnim medijima) dovodi novinarstvo i medije u žižu stručnih i naučnih istraživanja društvene uloge i funkcija koje danas obavljaju novinarstvo i masovni mediji.
U pokušaju da se na konkretan način definišu funkcije i uloga novinarstva u savremenom svetu, neophodno je imati u vidu postojanje većeg broja različitih tumačenja svrhe i funkcija novinarstva. U zavisnosti od toga da li tumačenja novinarske profesije dolaze iz naučnih, poslovnih ili političkih krugova, razlikovaće se i pogledi na to šta su funkcije novinarstva u savremenom svetu. Proučavaoci medija i novinarstva imaju priliku da definišu novinarstvo na najobjektivniji način, jer se u svom promišljanju rukovode metodološki pouzdanim istraživanjima znanja i iskustva. Za poslovne ljude novinarstvo ima sasvim drugačiji značaj koji se, prevashodno, zasniva na mogućnostima uticaja na potrošačku klijentelu a što je u direktnoj vezi sa povećanjem prodaje roba i usluga na tržištu. Političari, takođe, imaju svoj rakurs u odnosu na novinarstvo. Njihova dioptrija je u najvećoj meri prilagođena potrebama kreiranja javnog mnjenja u cilju pridobijanja poverenja i podrške građana za političke programe pojedinih stranaka.
Međutim, pored ova tri društvena konteksta iz kojih se može sagledavati priroda i funkcije novinarske profesije, suštinski doprinos uspostavljanju temeljnih principa novinarstva, dolazi iz još dva stratuma: Prvi je sama novinarska profesija oličena u novinarima, urednicima i vlasnicima medija, a drugi je najšira publika, odnosno javnost ili zajednica koja očitava medijske proizvode. Način na koji novinari, ne samo danas, već i tokom duge istorije razvoja novinarstva, percipiraju sopstvenu ulogu i značaj u svetu jeste od ključnog značaja. Odgovarajući na potrebe vremena i izazova pred kojima su se nalazili, novinari su uvek imali sopstveni kredo i unutrašnji zakon kojim su se rukovodili. Bez obzira šta su o njima mislili političari, biznismeni pa čak i najšira javnost, ono što su sami novinari pretpostavljali kao temeljne principe novinarstva izraslo je u neprikosnovene principe, ne samo novinarskih, već i univerzalnih ljudskih sloboda i prava. Svoje shvatanje novinarstva i suštinu profesije novinari su širom sveta pretakali u brojne kodekse, standarde i druge normativne akte koje su usvajali kako u svojim redakcijama, tako i u profesionalnim udruženjima. Mnogi novinari su postali teoretičari medija i novinarstva, njihove rasprave o profesiji su prerasle u ozbiljne naučno-istraživačke studije. Čini se da je ono što je o novinarstvu kazano „iznutra“ to jest iz usta same profesije najtačnije i najpouzdanije, jer su savremene „doktrine“ (ako ih tako možemo nazvati) o društvenoj ulozi i funkcijama novinarstva uglavnom ispisane rukom najboljih novinarskih pera današnjice, ali istovremeno utemeljenje na relevantnim teorijama sociologije, prava, ekonomije i drugih nauka.

Jedna od najpopularnijih definicija koja označava zadatke novinarstva – informiši, obuči, zabavi, danas je sasvim prevaziđena i nju srećemo samo još u kratkim, popularnim spotovima i oglasnim porukama kojima poneki mediji promovišu sopstvene ciljeve. Da je novinarstvo mnogo više od samog informisanja, edukacije i sveta zabave potvrđuju brojne studije. Jedna od njih je veoma poznata studija o funkcijama i principima novinarske profesije pod nazivom „Elementi novinarstva“ autora Bila Kovača i Tima Rozenstila. Objavljena u SAD 2001. a prevedena kod nas 2006. godine, ova knjiga je izvršila značajan uticaj na savremeno proučavanje i poimanje medija i novinarstva u celom svetu. Kovač i Rozenstil smatraju da novinarstvo ima ključni zadatak da 
pruži ljudima informaciju koja im je potrebna da bi bili slobodni i učestvovali u upravljanju samima sobom.— Kovač, Rozensti, pp. 17
 U tom njih dvojica naglašavaju postojanje devet ključnih principa, ili elemenata, novinarstva čije postojanje je neophodno da bi novinari ispunili svoju svrhu postojanja, odnosno svoj ključni društveni zadatak. Tih devet principa, prema Kovaču i Rozenstilu, su:
1. Obaveza novinarstva prema istini, podrazumeva da novinari moraju saopštavati istinito, služeći se istinom, na istinoidan način sa ciljem da se utvrdi istina.
2. Lojalnost prema građanima usmerava novinare da rade u korist građana i da služe građanima kao konzumentima njihovih proizvoda.
3. Disciplina proveravanja je od suštinskog značaja za novinarstvo, jer se proveravanjem otkrivaju neki novi i potvrđuju neki postojeći fakti u novinarskom poslu.
4. Biti i ostati nezavisan u odnosu na one o kojima se izveštava, jeste od izuzetne važnosti za novinare.
5. Novinarstvo mora da služi kao neko ko nezavisno nadzire vlast. Time se ostvaruje kontrolna funkcija (watch dog) novinarstva u odnosu na društvenu zajednicu i nosioce javnih ovlašćenja.
6. Novinarstvo mora da obezbedi forum za javnu kritiku i kompromis. Time novinari postaju javni delatnici koji afirmišu javni dijalog i kulturu dogovora o najvažnijim javnim pitanjima. U izvesnoj meri novinarstvo uzima na sebe ulogu stvaraoca prioriteta (delimično agenda settings) u zajednici.
7. Novinarstvo mora da teži da se značajne i važne teme obrade tako da to postane zanimljivo i relevantno. Dakle, nije važno samo imati u rukama važne vesti već umeti da se te vesti transponuju ka publici kroz adekvatnu estetsku, zabavnu ili kakvu umetničku obradu. Time se sadržaju javnih poruka ne smeju „doterivati“ ili „frizirati“, što bi dakako značilo njihovo falsifikovanje, već se mera estetizacije i zabave mora usaglasiti sa merom informativnosti poruka.
8. Novinarstvo mora da učini da vesti postanu sveobuhvatne i proporcionalne, što nalaže da se u tretmanu tema i događaja uvek mora voditi računa o zastupljenosti svega značajnog. To se ostvaruje najviše kroz odgovarajuće rangiranje događaja i tema.
9. Novinarstvo mora omogućiti da oni koji se bave novinarstvom rade po sopstvenoj savesti. Ovaj princip je ključni za stvaralačku slobodu i nezavisnost novinara kao pojedinaca i u njemu se nalaze etičke i normativne konstante i varijable koje će svaki novinar kao pojedinac u sebi formirati i održavati.

Koje su funkcije novinarstva i kako su teoretičari zasnovali tipologiju tih funkcija, izneli su u svojoj knjizi pod naslovom „Novinarstvo“. Po njima se funkcije novinarstva nalaze uglavnom u domenu integrativnih zadataka u odnosu na zajednicu, što znači da je suština novinarske profesije neraskidivo vezana sa društvenim dobrom kao vrhovnim idealom. Međutim, isti autori u knjizi navode i primere grube komercijalizacije medija i odricanja odgovornosti za društvenu integraciju. Štefan Rus-Mol i Zagorac-Keršer izdvajaju sledeće najvažnije funkcije novinarstva:
1. Informacija. Povećavanje opšte informisanosti građana i davanje što više kvalitetnih informacija radi boljeg odlučivanja o najvažnijim pitanjima zajednice.
2. Artikulacija. Oblikovanje i postavka problema u realne, vidljive i opipljive okvire u kojima ih javnost može opažati.
3. Agenda Setting. Uspostavljanje prioriteta u tretmanu društvenih tema i dovoženje istih na mesta gde se oni trebaju rešiti. Stavljanje problema i tema pred oči javnosti ali i pred oči onih koji ih moraju rešavati bez odlaganja.
4. Kritika i kontrola. Omogućiti da se ništa ne sakrije od javnosti, nadzirati vlast, politiku, biznis i sve javne nosioce ovlašćenja.
„Mnogi zločini, korupcija i nemoral više će biti otežani ako postoji strah od novina nego zakonom“, mišljenje je slavnog američkog izdavača Džozefa Pulicera.— Štefan Rus-Mol, Zagorac-Keršer, pp. 16
Stvaranje stalnog nemira i izazivanje pozornosti u odnosu na javne poslove suštinski je posao novinara.
5. Zabava.
Mediji i novinarstvo sastavni su deo društva zadovoljstva i ekonomije zabave. Oni to društvo oblikuju, prožimaju i natkriljuju.— Štefan Rus-Mol, Zagorac-Keršer, pp. 18
6. Obrazovanje. Mediji sve više preuzimaju obrazovnu funkciju od škola i univerziteta jer posredstvom njih stičemo mnoga opšta znanja. Mediji mogu imati i poseban obrazovni karakter putem specijalizovanih edukativnih kanala koji se bave naukom, istraživanjem i popularizacijom. „National Geograpic“, „History Chanell“, „Discovery“, Treći program Radio Beograda, Obrazovni program RTS-a i sl.
7. Socijalizacija i vođstvo.
Hteli to novinari da prihvate ili ne: mediji u demokratiji imaju vodeću poziciju i poziciju vođstva.— Štefan Rus-Mol, Zagorac-Keršer, pp. 21
8. Integracija. Mediji na mnoge načine spajaju ljude, kulture, vere, ideje.

Valjan doprinos sagledavanju funkcija novinarstva dao je francuski profesor emeritus na Francuskom institutu za štampu Univerziteta u Parizu II, Klod-Žan Bertran (fr. Jean-Claude Bertrand). Razmatrajući pitanja etike i medijske odgovornosti Bertran je definisao šest osnovnih funkcija medija:
1. Posmatranje sredine, kroz pribavljanje, analizu, filtriranje i plasman informacija od značaja za građane.
2. Obezbeđivanje socijalne komunikacije, kroz stvaranje uslova za javnu diskusiju i povezivanje pojedinaca u javnom diskursu.
3. Pružanje predodžbe o svetu, posebno o udaljenim pojavama koje naša čula ne sagledavaju.
4. Prenošenje kulture, odvija se kroz interkulturni dijalog u vremenskoj i prostornoj ravni. Prenošenje tradicije, nasleđa, vrednosti, identiteta predstavlja civilizacijsku tekovinu koju realizuju upravo mediji.
5. Doprinošenje sreći, zabava. Korisnici medija uglavnom očekuju da ih mediji zabave i podstaknu stvaralaštvo.
6. Prodaja. Mediji povećavaju prodaju i pospešuju potrošačko društvo. Mediji su glavno sredstvo oglašavanja i imaju ključnu poziciju u lancu prodaje.

Pišući o idealima novinarstva u knjizi „Masovne komunikacije“ Rolend Lorimer smatra da 
 glavninu novinara čine idealisti. Sebe vide kao neumorne tragače koji teže istini, posvećene činjenicama i publici.— Lorimer, pp. 151
 Međutim, po Lorimeru postoje dve grupe novinara: „jedna se zdušno poistovećuje s interesima vlasnika medija i biznisa“, (Lorimer, pp. 151) „druga podgrupa se poistovećuje sa širim skupom društvenih i javnih interesa.“ (Lorimer, pp. 152) Brojni teoretičari i praktičari će uvek dati različite stavove o tome šta je smisao i funkcija novinarstva.
Nezavisno, naime, od pozicioniranosti mas-medija u društvenoj strukturi i subjektivnih namera medijskih vlasnika, kontrolora i profesionalnih komunikatora, mediji masovnog komuniciranja nužno obavljaju društvene funkcije informisanja, obrazovanja i zabave pripadnika masovne publike— Radojković, Miletić, pp. 173
 Ovakva gledišta na funkcije mas-medija dokazuju koliko su oni duboko ukorenjeni u sve društvene aspekte i u kojoj meri savremeni mediji i novinarstvo prožimaju društvo. Vršeći pobrojane funkcije masovni mediji se ne pridržavaju svake od ovih funkcija u istoj meri. Novinarstvo, uopšteno posmatrano, ispunjava sve ove funkcije, ali pojedini mediji su po svojoj prirodi manje ili više predodređeni samo za neke funkcije. Tako, na primer, štampa ponajviše informiše, televizija informiše i zabavlja, dok radio pretežno zabavlja, pa tek onda informiše. Posvećenost nekoj funkciji može izazvati disfunkcionalnost u odnosu na druge funkcije, ali može i žanrovski opredeliti dati medij. U svakom slučaju novinarstvo se pokazuje kao pouzdana društvena aktivnost koja je neraskidivi deo savremenog života. Mera ispunjavanja ovih zadataka i funkcija jeste i mera društvene potrebe profesije novinarstva.

## Napomene
1. ↑  Celokupan tekst objavljen na zvaničnoj prezentaciji dr Bobana Tomića[2]
2. ↑  Rakurs fr. raccourci od raccourcir — skratiti[7] perspektiva iz koje se posmatra
3. ↑  Stratum lat. stratum — sloj, naslaga[7]
4. ↑  Kredo lat. el
5. ↑  Biznismen engl. businessman — poslovni čovek[7]